# Поминальный храм Сети I

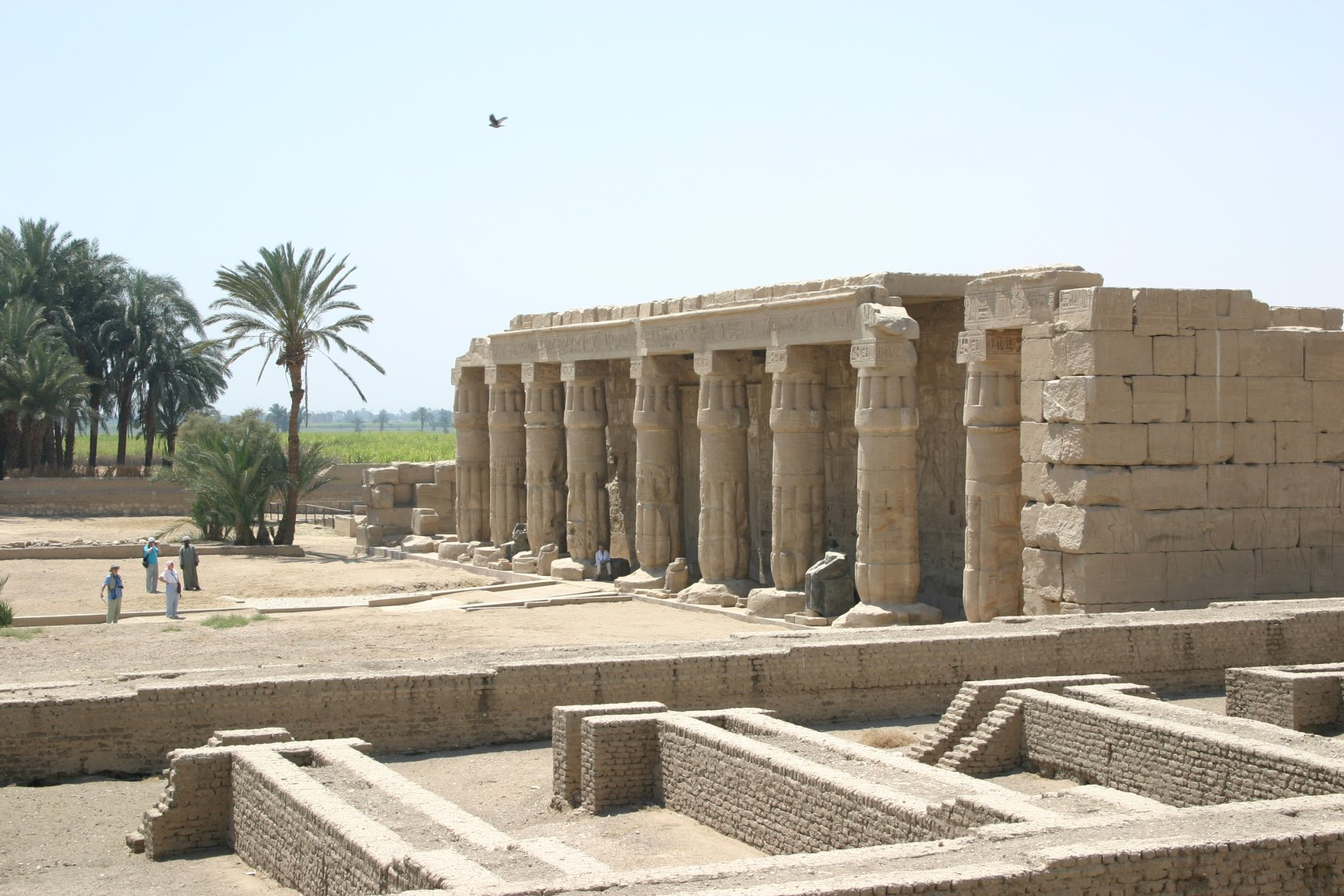
Сохранившиеся здания храма

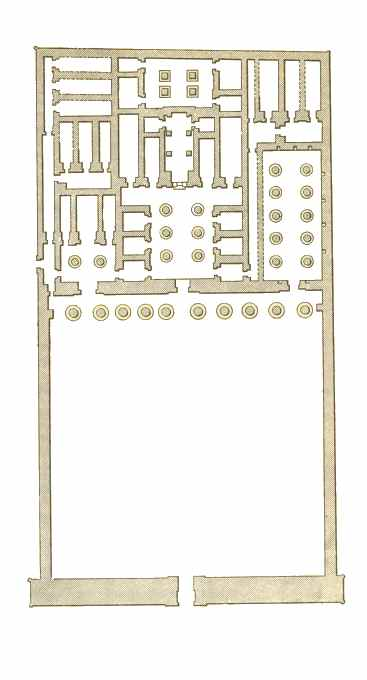
План храма

Поминальный храм Сети I посвящён второму фараону XIX династии, отцу знаменитого Рамсеса II. Он расположен в Фиванском некрополе в Верхнем Египте, через реку напротив Луксора, возле деревни Курна. Древнеегипетское название этого храма — «Великий Храм Мен-Маат-Ра Сети в доме Амона в западной часте Фив». Этот храм не стоит путать с другим известным храмом в Абидосе, в котором также был установлен культ Сети I.

## Строительство
Храм был построен ближе к концу правления Сети и мог быть завершен уже его сыном, Рамзесом Великим. Одна из палат храма содержит святилище, посвящённое отцу Сети Рамзесу I, который правил всего два года и не успел соорудить посмертный храм для себя. Очевидно, Сети I закончил начатое своим отцом строение и установил там свой культ. Это святилище было связано с гробницей Сети в Долине Царей. Вероятно, царь хотел, чтобы поминальные службы велись здесь.

## Современное состояние
До нашего времени сохранилось основное храмовое здание с великолепно выполненными рельефами, покрывающими стены. Колонны изысканной формы с капителями в виде бутонов папируса украшают фасад храма. Окружающая храмовый комплекс стена, сфинксы, хозяйственные здания были уничтожены в результате сельскохозяйственной деятельности и до настоящих времен не сохранились.